# Musée du Sel (La Réunion)
Le musée du Sel est un musée de l'île de La Réunion, département d'outre-mer français dans le sud-ouest de l'océan Indien. Il est situé à Saint-Leu près des salines de la Pointe au Sel.

## Historique
L'existence de sel recueilli naturellement par les habitants est attestée depuis au moins 1704. A la fin du 19e siècle, Jean Dussac, propriétaire de l'usine sucrière Stella, aménage des salines qui seront exploitées jusqu'en 1948 puis abandonnées en raison de la concurrence du sel de Diego Suarez. De 1961 à 1972, elles sont de nouveau exploitées puis fermées.
En 1980, le Conservatoire du littoral rachète la Pointe de Bretagne et en confie la gestion au conseil général de La Réunion. En 1996, la production repart, limitée à 2 ha, et demeure artisanale.
L'écomusée du Sel de Saint-Leu ouvre ses portes le 16 janvier 2007, dans une longère qui servait à stocker et sécher le sel extrait des salines voisines. Le musée est rattaché au Muséum d'histoire naturelle de La Réunion.
Rénové en 2021, il présente une nouvelle muséographie,.

## Expositions

### Exposition permanente
De 2007 à 2020 : l'histoire des salines de Saint-Leu et les aspects plus généraux du sel.
En 2021 : Sel, sira, shingo : Les salines de l’océan Indien.

### Expositions temporaires
- 2012 : Larmes salées /Salty Tears - Munem Wasif, photographe bangladais
- 2013 : La Marche du sel - Salt Satyagraha, exposition de Eternal Gandhi Multimedia Museum de Delhi
- 2013-14 : Once upon a time [Il était une fois]... Ann Marie Valencia
- 2018-20 : Sal de los Andes.

## Publication
- Fabrice Urbatro et Aurélie Cottin. Sentié sucré salé, La Fish, 2021. Bande dessinée.